# کانو یوکیمیتسو
کانو یوکیمیتسو (۲۷ مارس ۱۹۳۲ – ۸ مارس ۲۰۲۰) یک مدیر ارشد در جودو بود و به عنوان چهارمین رئیس کودوکان و رئیس فدراسیون جودوی ژاپن خدمت می‌کرد. او پسر کانو ریسی و نوه بنیان‌گذار جودو، کانو جیگورو بود. او از سال ۱۹۸۰ تا ۱۹۹۵ به عنوان رئیس اتحادیه جودوی آسیا خدمت کرد. کانو یوکیمیتسو از طرفداران جودوی کودوکان نسبت به فدراسیون جهانی جودو بود. در تاریخ ۹ مارس ۲۰۲۰ گزارش شد که او در سن ۸۷ سالگی درگذشته است.